# آمیتیست (استیون یونیورس)
آمیتیست (به انگلیسی: Amethyst) شخصیتی از انیمیشن سریالی استیون یونیورس اثر ربکا شوگر می‌باشد. صداگذاری آمیتیست را میکیلا دیتز انجام نموده‌است.